# Diocèse de Périgueux
Le diocèse de Périgueux est un ancien diocèse français dans la province ecclésiastique de Bordeaux supprimé en 1790. Il est remplacé par le diocèse de Périgueux et Sarlat.